# Хаєнківська сільська рада
Хає́нківська сільська́ ра́да — адміністративно-територіальна одиниця та орган місцевого самоврядування в Ічнянському районі Чернігівської області. Адміністративний центр — село Хаєнки.

## Загальні відомості
- Територія ради: 46,55 км²
- Населення ради: 597 осіб (станом на 2001 рік)

Хаєнківська сільська рада зареєстрована 1929 року. Стала однією з 27-ти сільських рад Ічнянського району і одна з 19-ти, яка складається більше, ніж з одного населеного пункту.
На території сільради діє Хаєнківська ЗОШ І-ІІ ст.

## Населені пункти
Сільській раді підпорядковані населені пункти:
- с. Хаєнки (428 осіб)
- с. Воронівка (145 осіб)
- с. Киколи (24 особи)

## Склад ради
Рада складається з 12 депутатів та голови.
- Голова ради: Кононенко Віктор Васильович

### Керівний склад попередніх скликань
| Прізвище, ім'я, по батькові | Основні відомості                                                 | Дата обрання | Дата звільнення |
| --------------------------- | ----------------------------------------------------------------- | ------------ | --------------- |
| Кононенко Віктор Васильович | Сільський голова, 1958 року народження, освіта вища, безпартійний | 26.03.2006   | 31.10.2010      |
| Кононенко Віктор Васильович | Сільський голова, 1958 року народження, освіта вища, безпартійний | 31.10.2010   |                 |

Примітка: таблиця складена за даними сайту Верховної Ради України

### Депутати
За результатами місцевих виборів 2010 року депутатами ради стали:

#### За суб'єктами висування
| Суб'єкт висування            | Кількість обраних депутатів | %    |
| ---------------------------- | --------------------------- | ---- |
| Соціалістична партія України | 4                           | 33,3 |
| Народна партія               | 3                           | 25   |
| Комуністична партія України  | 2                           | 16,7 |
| Партія регіонів              | 2                           | 16,7 |
| Самовисування                | 1                           | 8,3  |

#### За округами
| № округу                     | Прізвище, ім'я, по батькові    | Дата визнання обраним | Освіта  | Партійна приналежність             | Відомості про обраного депутата                       |
| ---------------------------- | ------------------------------ | --------------------- | ------- | ---------------------------------- | ----------------------------------------------------- |
| Комуністична партія України  |                                |                       |         |                                    |                                                       |
| 9                            | Лазєєв Анатолій Іванович       | 03.11.2010            | вища    | член Комуністичної партії України  | ІНПП, технік                                          |
| 10                           | Ласевич Володимир Миколайович  | 03.11.2010            | середня | член Комуністичної партії України  | СТОВ «Інтер», охоронець                               |
| Народна Партія               |                                |                       |         |                                    |                                                       |
| 1                            | Кирій Віра Миколаївна          | 03.11.2010            | вища    | позапартійна                       | СТОВ «Інтер», завідуюча відділком с. Хаєнки           |
| 3                            | Саченко Ганна Василівна        | 03.11.2010            | середня | позапартійна                       | Сільський клуб, директор                              |
| 8                            | Буймистренко Леся Миколаївна   | 03.11.2010            | середня | позапартійна                       | ФПс. Хаєнки, завідуюча                                |
| Партія регіонів              |                                |                       |         |                                    |                                                       |
| 2                            | Буймистренко Ніна Миколаївна   | 03.11.2010            | середня | член Партії регіонів               | Ічнянський територіальний центр, соціальний працівник |
| 6                            | Шевченко Алла Миколаївна       | 03.11.2010            | середня | позапартійна                       | Хаєнківський відділ зв'язку, завідуюча                |
| Соціалістична партія України |                                |                       |         |                                    |                                                       |
| 5                            | Мостова Тетяна Іванівна        | 03.11.2010            | середня | член Соціалістичної партії України | пенсіонер                                             |
| 7                            | Гарбар Володимир Володимирович | 03.11.2010            | середня | позапартійний                      |                                                       |
| 11                           | Терещенко Наталія Олексіївна   | 03.11.2010            | середня | позапартійна                       | Хаєнківськасільська рада, секретар                    |
| 12                           | Діденко Світлана Миколаївна    | 03.11.2010            | середня | член Соціалістичної партії України | ФПс. Воронівка, завідувачка                           |
| Самовисування                |                                |                       |         |                                    |                                                       |
| 4                            | Смілик Наталія Федосіївна      | 08.04.2013            | середня | член Партії регіонів               | Хаєнківська сільська рада, техпрацівник               |